# Pseudonicsara missim
Pseudonicsara missim är en insektsart som beskrevs av Sigfrid Ingrisch 2009. Pseudonicsara missim ingår i släktet Pseudonicsara och familjen vårtbitare. Inga underarter finns listade i Catalogue of Life.